# Gagea nabievii
Gagea nabievii är en liljeväxtart som beskrevs av Igor Germanovich Levichev. Gagea nabievii ingår i Vårlökssläktet och i familjen liljeväxter. Inga underarter finns listade.